# Bungarus andamanensis
Espèce
Statut de conservation UICN

 VU B1ab(iii) : Vulnérable
Bungarus andamanensis est une espèce de serpents de la famille des Elapidae.

## Répartition
Cette espèce est endémique des îles Andaman en Inde.

## Étymologie
Son nom d'espèce, composé de andaman et du suffixe latin -ensis, « qui vit dans, qui habite », lui a été donné en référence au lieu de sa découverte.

## Publication originale
- Biswas & Sanyal, 1978 : « A new species of krait of the genus Bungarus Daudin, 1803 (Serpentes: Elapidae) from the Andaman Island ». Journal of the Bombay Natural History Society, vol. 75, no 1, p. 179-183.